# Торгова громада
Торгова або ярмаркова громада (нім. Marktgemeinde) — адміністративно-територіальна одиниця, що колись мала торговельні привілеї. Такі муніципалітети є в Баварії, Австрії та Південному Тіролі.

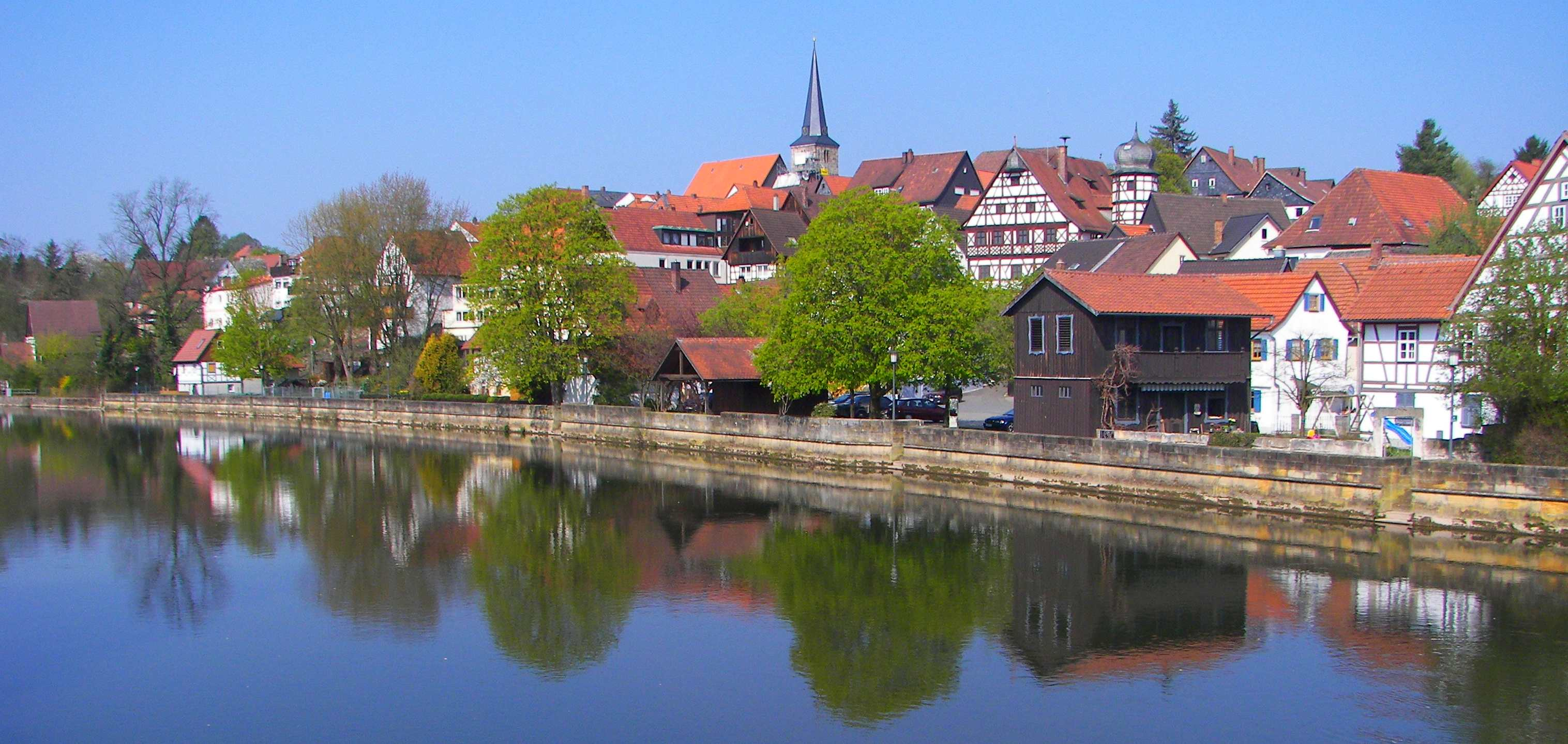
Торгова громада Марктцойльн в Баварії

З часів адміністративної реформи в Австрії 1849 року ця назва громади не давала жодних пільг. Крім таких громад, існують звичайні громади, міста та міста з окружними правами.

## Австрія
У Австрії термін «торгова громада» (Marktgemeinde, або просто Markt) не має юридичного значення з часів міської реформи 1849 року. До торгових громад, крім торговельних міст з незапам'ятних часів, відносяться також «муніципалітети, які особливо важливі з огляду на їх географічне розміщення та економічний характер». Тепер численні громади прагнуть мати таку назву, головним чином, для представницьких цілей. За наказом земельного уряду муніципалітетам, що мають особливе значення, зокрема тим, що вже мають ринкове законодавство, на їхнє прохання може надаватися право називатися «торговою громадою».
Звичайно, торгова громада має лише одне головне місто. Однак, громада Наарн-ім-Махланде у Верхній Австрії має два, Нарн (центр муніципалітету) і Ау на Дунаї.

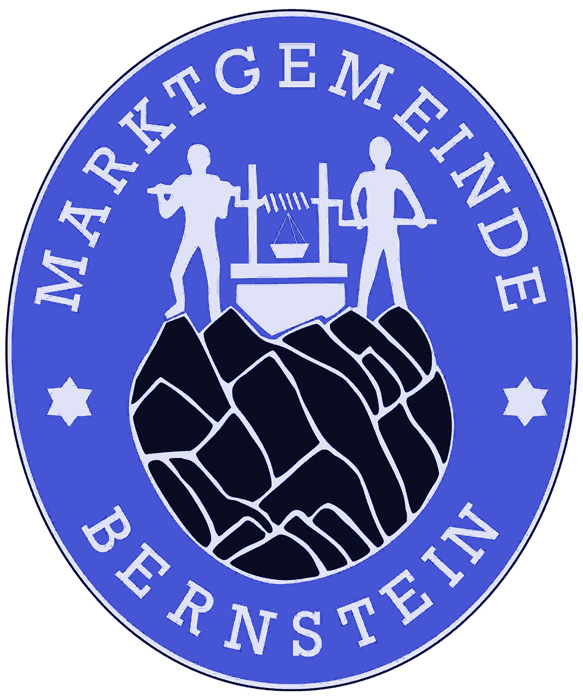
Герб торгової громади Бернштайн у Бургенланді

### Списки торгових громад у федеральних землях Австрії
- Список торгових громад у Бургенланді
- Список торгових громад у Каринтії
- Список торгових громад у Нижній Австрії
- Список торгових громад у Верхній Австрії
- Список торгових громад у землі Зальцбург
- Список торгових громад у Штирії
- Список торгових громад землі Тіроль
- Список торгових громад землі Форарльберг

## Німеччина

### Баварія
Поселенням у Баварії, які не були великими і, на відміну від міст, не були оточені оборонною стіною, а тільки валом з частоколом, проте, як і міста, мали вхідні ворота, з середньовіччя до XVIII століття також надавали торгове право. У сучасній Баварії назву «торгова громада» може надати Баварське державне міністерство внутрішніх справ з будівництва та транспорту. Термін «торговиця» (Markt) є особливістю баварського муніципального права, який не існує в інших землях Німеччини. Це не має нічого спільного з правом насправді мати торговицю. «Торгова громада» є проміжним етапом між «громадою» (муніципалітетом) та «містом».

### Гессен
1 травня 2013 року в землі Федеративної Республіки Німеччина — Гессен було створено чотири торгові громади в районах Фульда та Герсфельд-Ротенбург.